# Mats Eilertsen
Mats Eilertsen (Trondheim, Noorwegen, 4 maart 1975) is een Noorse jazzbassist en componist. Hij speelde mee op talloze albums van vooral Noorse musici en groepen, waaronder Maria Kannegaard, Ola Kvernberg, Nils Økland, Eldbjørg Raknes, Anders Aarum, Eirik Hegdal, Sverre Gjørvad, Nymark Collective, Håkon Kornstad, de groep Food van Iain Ballamy, Jacob Young Band, Solveig Slettahjell en het trio van Håvard Wiik.

## Biografie
Eilertsen studeerde aan Trondheim Musikkonservatorium, tijdens zijn studie speelde hij in de jazzgroep Dingobats met medestudenten Eirik Hegdal, Njål Ølnes, Thomas Dahl en Sverre Gjørvad. Hierna studeerde hij aan het Koninklijk Conservatorium in Den Haag. Met zijn groep Turanga (met Fredrik Ljungkvist, Ernst Reijseger en Thomas Strønen) nam hij twee albums op. Hij speelde in de trio's van Maria Kannegaard, Håvard Wiik en Alexi Tuomarila (enkele albums, waaronder Constellations, 2006).

## Discografie

### Soloalbums
- 2005: Turanga (AIM Records),  met Turanga[4]
- 2006: Flux (AIM Records),  met Turanga
- 2009: Radio Yonder (Hubro), met Tore Brunborg, Olavi Louhivuori en Thomas T. Dahl
- 2016: Rubicon (ECM Records), met Eirik Hegdal, Thomas T Dahl, Trygve Seim, Harmen Fraanje en Olavi Louhivuori

SkyDive Trio
- 2011: SkyDive (Hubro)
- 2015: Sun Moee (Hubro)

Mats Eilertsen Trio met Harmen Fraanje en Thomas Strønen
- 2010: Elegy
- 2013: Sails Set (Hubro)[5]

### Samenwerkingen
Dingobats
- 1998: The New Dingobats Generation
- 2002: Pöck (Bergland Productions), met Maria Roggen
- 2004: Follow (Jazzaway Records)

Food (Iain Ballamy, Arve Henriksen & Thomas Strønen)
- 2000: Food (Feral Records)
- 2001: Organic and GM Food (Feral Records)
- 2002: Veggie (Rune Grammofon)
- 2004: Last Supper (Rune Grammofon)

Håvard Wiik Trio
- 2003: Postures (Jazzland Acoustic)

Jacob Young
- 2004: Evening Falls (ECM)
- 2008: Sideways (ECM)

Alexi Tuomarila Trio (Olavi Louhivuori)
- 2006: Constellation (Jazzaway - JARCD 030)
- 2013:  Seven Hills (Edition Records - EDN1041)
- 2017:  Kingdom (Edition Records - EDN1090)

Tord Gustavsen Ensemble/Quartet
- 2009: Restored, Returned (ECM Records)
- 2012: The Well (ECM Records)
- 2014: Extended Circle (ECM Records)

Yelena Eckemoff
- 2012: Forget-Me-Not (L & H Production)